# Lanyard
Se denomina lanyard a un trozo de tela anudada para agarrar algún objeto. Es un lazo o cinta que se pone en el cuello, los hombros o la muñeca para sostener (o sostenerse de) algo.

## Uso clásico

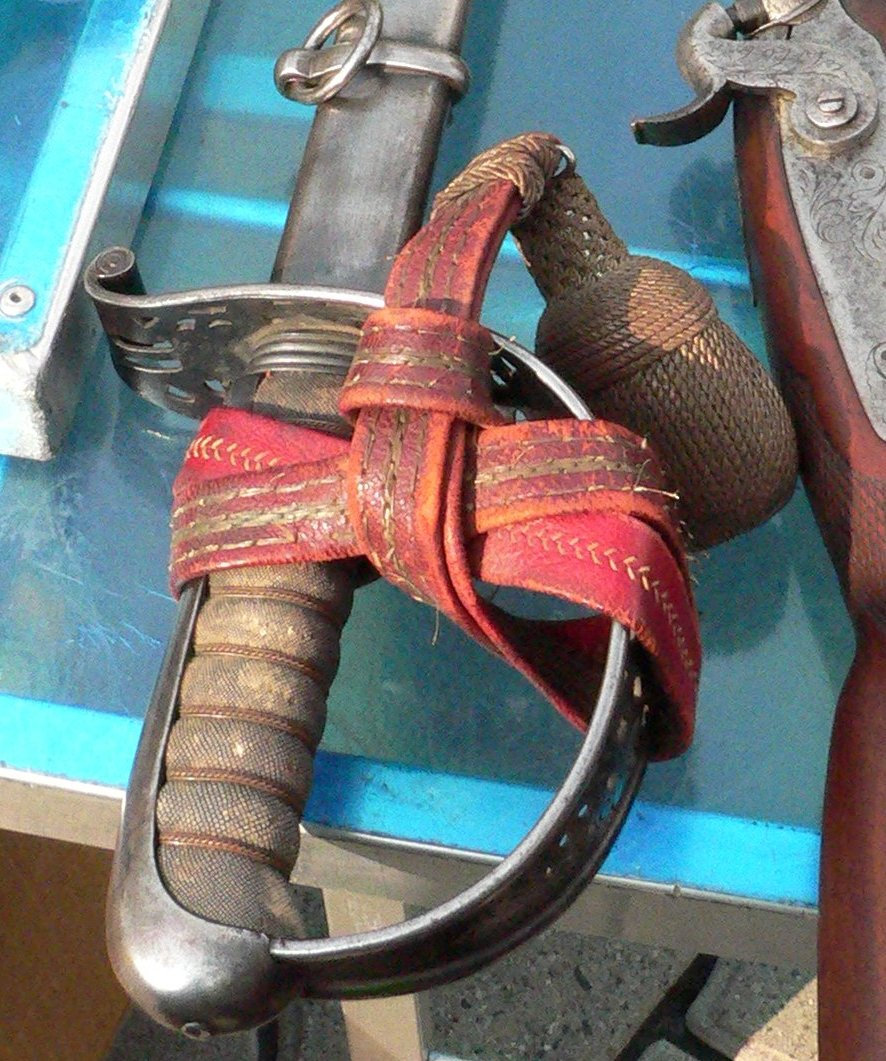
Espada agarrada a un lanyard

De modo clásico se han usado en el mundo militar para llevar armas o en montañismo para diferentes utensilios.
Se utiliza comúnmente también en la industria de la construcción, en conjunto con ganchos, líneas de vida, y arneses, como cinta de seguridad. Estos elementos conforman un mecanismo de prevención segura y eficiente de caída libre para trabajos realizados en alturas.

## Colgante promocional
Actualmente es muy común su uso como colgante para el cuello que sostiene tarjetas identificativas en congresos (que suelen llevar publicidad) o para llevar objetos de uso continuo: un móvil, una tarjeta para abrir puertas, llaves, etc.
Los lanyards promocionales se utilizan generalmente en grandes eventos como ferias o congresos, aunque también es muy normal verlos utilizados por el personal de conciertos, exposiciones, oficinas, etc.
Además los lanyards son accesorios de moda versátiles que vienen en diferentes colores y diseños. Son populares en eventos y festivales, donde se pueden personalizar para expresarse. Estos se combinan con distintos estilos de ropa y agregan un toque de estilo.
Podemos clasificarlos sobre la base de las siguientes características:

### Por su forma
Aunque lo normal es encontrar lanyards lisos y planos, también se fabrican con forma de cordón cilíndrico. Independientemente de su forma pueden tener diversos colores y composiciones.

### Por el material en el que están fabricados
El material más común es el poliéster, aunque también se fabrican lanyards con fibras naturales como el algodón.
Suele haber tres técnicas para realización de los lanyards: sublimación, (lanyards sublimados), impresión digital o serigrafía, y la última que suele ser más durable son los lanyards tejidos. En cada uno varía su tiempo de desgaste, que puede ser a partir de los tres años, o desde los cinco años.
- Datos: Q85872875

- ¿Qué es un lanyard? - Merchaspain.
- Lanyards Personalizados